# Le Mariage de Lit-Lit
Le Mariage de Lit-Lit (titre original : The Marriage of Lit-Lit) est une nouvelle américaine de Jack London publiée aux États-Unis en 1903.

## Historique
La nouvelle est publiée initialement dans le périodique Frank Leslie's Popular Monthly (en) en septembre 1903, avant d'être reprise dans le recueil La Foi des hommes en avril 1904.

## Éditions

### Éditions en anglais
- The Marriage of Lit-Lit, dans le périodique Frank Leslie's Popular Monthly (en) en septembre 1903.
- The Marriage of Lit-Lit, dans le recueil The Faith of Men & Others Stories, New York ,The Macmillan Co, avril 1904.

### Traductions en français
- Le Mariage de Lit-Lit, traduit par Louis Postif, in Lectures pour tous, hebdomadaire, mars 1931.
- Le Mariage de Lit-Lit, traduit par Gérard Militon, in Le Canyon en or massif, recueil, Larousse, 1989.

## Sources
- (en) Jack London's Works by Date of Composition
- http://www.jack-london.fr/bibliographie